# Cerkiew św. Dymitra Męczennika w Łukawcu
Cerkiew św. Dymitra Męczennika w Łukawcu – zabytkowa drewniana cerkiew greckokatolicka, z 1701, znajdująca się w miejscowości Łukawiec.
Cerkiew należy do grupy tradycyjnych świątyń drewnianych Kościoła Wschodniego i nawiązuje do najstarszych cerkwi drewnianych z XVI/XVII w. reprezentowanych na terenie Polski przez cerkwie w Radrużu i Gorajcu.

## Historia
Wybudowana w 1701 z fundacji gromady wiejskiej. Gruntownie remontowana w 1753. W 1853 obok postawiono drewnianą dzwonnicę. Zasadniczą przebudowę wykonano w 1923, powiększając babiniec i dobudowując kruchtę i zakrystię. Na początku lat 40. XX w. wnętrze pokryto polichromią. Po 1947 stała opuszczona. W latach 60. XX w. zmieniono ją w magazyn nawozów. W  1987 pożar strawił zachodnią część świątyni. Została odbudowana w latach 1990-1993.

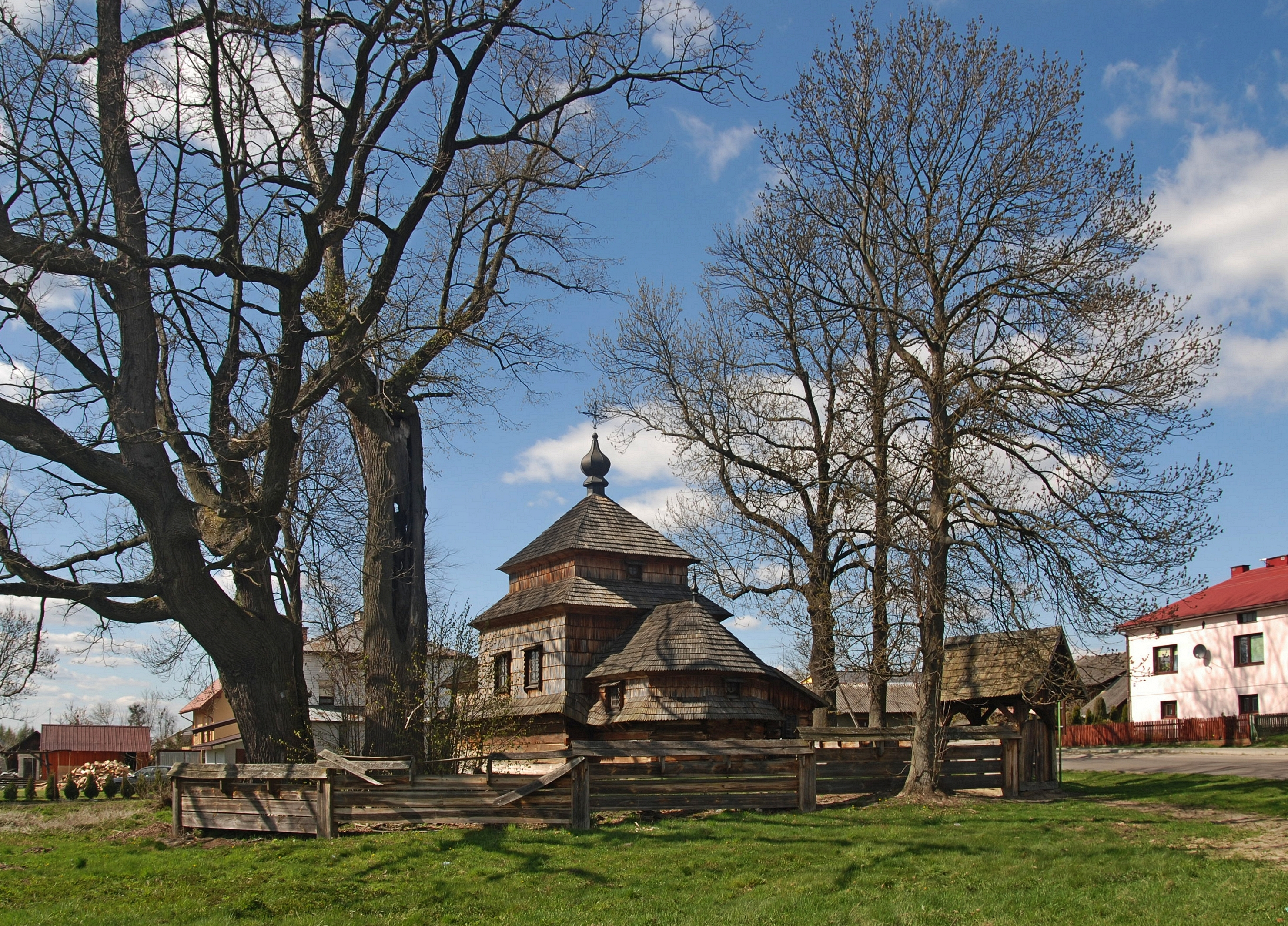
Widok ogólny
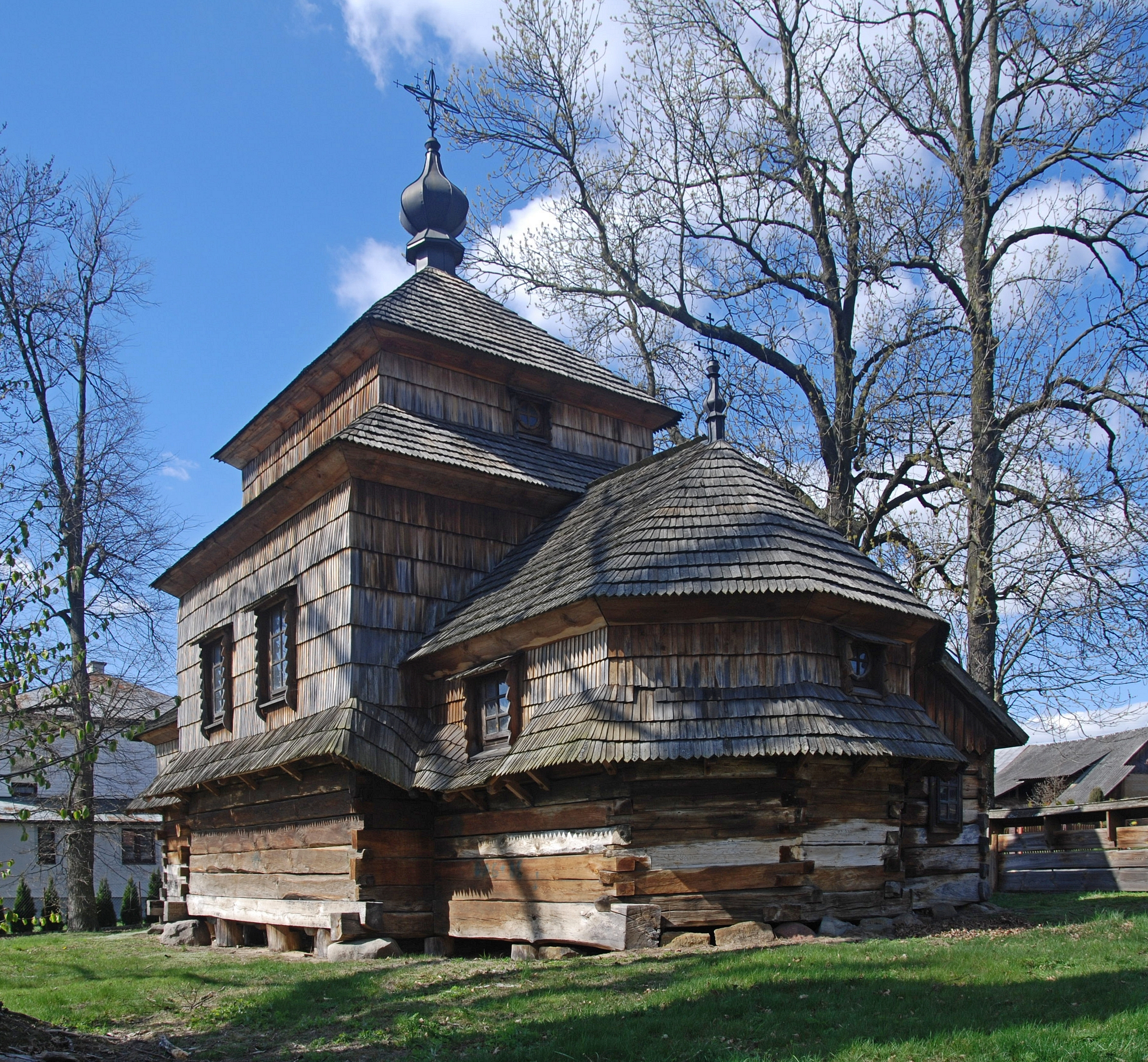
Widok od strony wschodniej
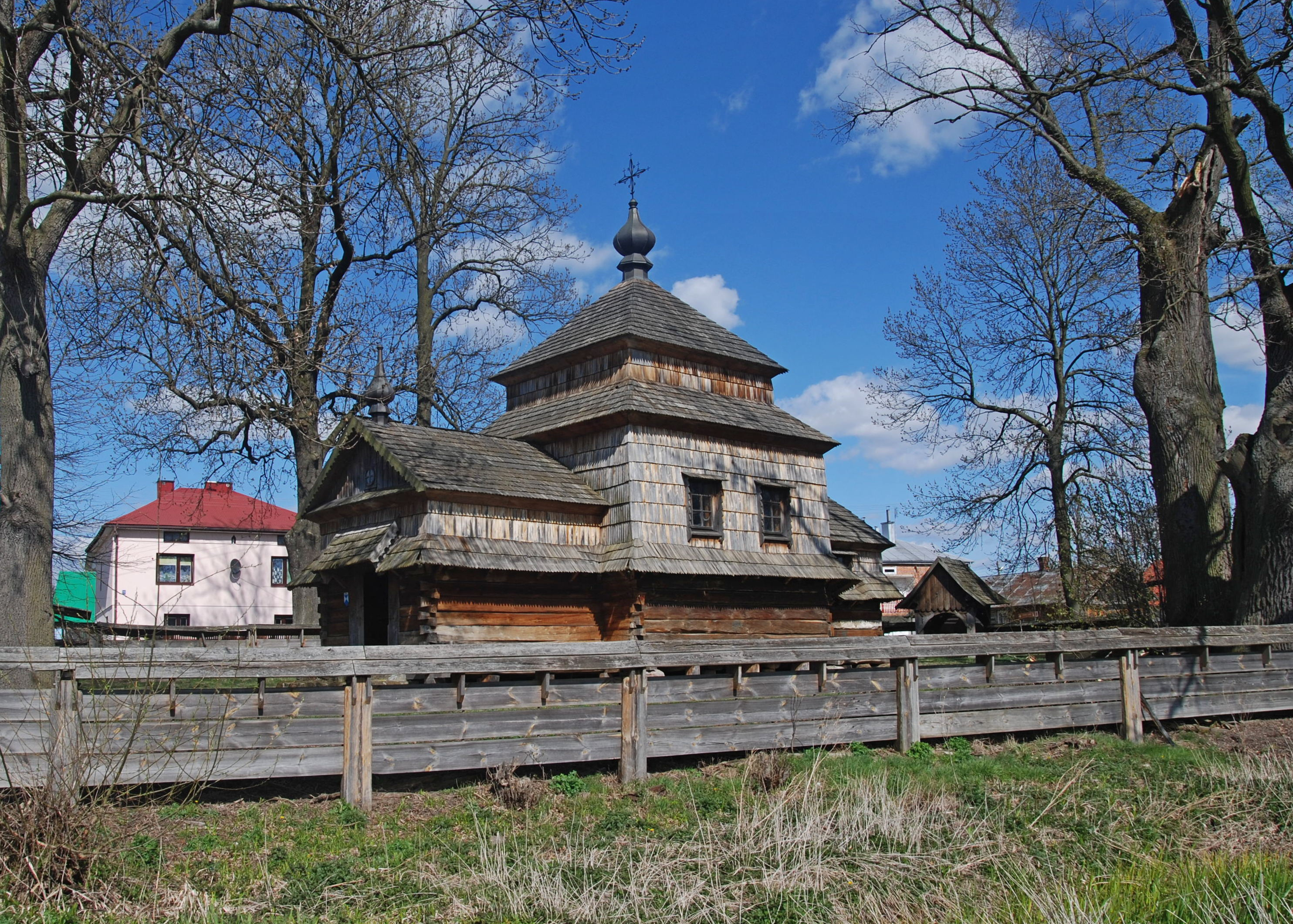
Elewacja południowa

## Architektura i wyposażenie
Cerkiew wzniesiona z drewna w konstrukcji zrębowej, posadowiona częściowo na peckach (wbitych w ziemię drewnianych palach). Trójdzielna, złożona z prezbiterium na rzucie zbliżonym do kwadratu, zamkniętego od wschodu trójbocznie, niemal kwadratowej nawy, większej od pozostałych członów budowli oraz nieco mniejszego babińca, również na planie zbliżonym do kwadratu. Do prezbiterium od północy dobudowana niewielka, prostokątna zakrystia. Babiniec i prezbiterium nakryte są dachami dwuspadowymi. Połać dachu nad zakrystią stanowi przedłużenie połaci dachu nad prezbiterium. Cerkiew obiega gontowy daszek okapowy wsparty na konsolkach.
We wnętrzu babiniec i prezbiterium przekryte są sklepieniami zrębowymi. Nad nawą czworoboczna kopuła zrębowa. Wyposażenie cerkwi nie zachowało się. Niektóre ikony trafiły do okolicznych muzeów.
Świątynia otoczona jest drewnianym ogrodzeniem. W jej sąsiedztwie rosną dęby szypułkowe, w tym pomnik przyrody. 

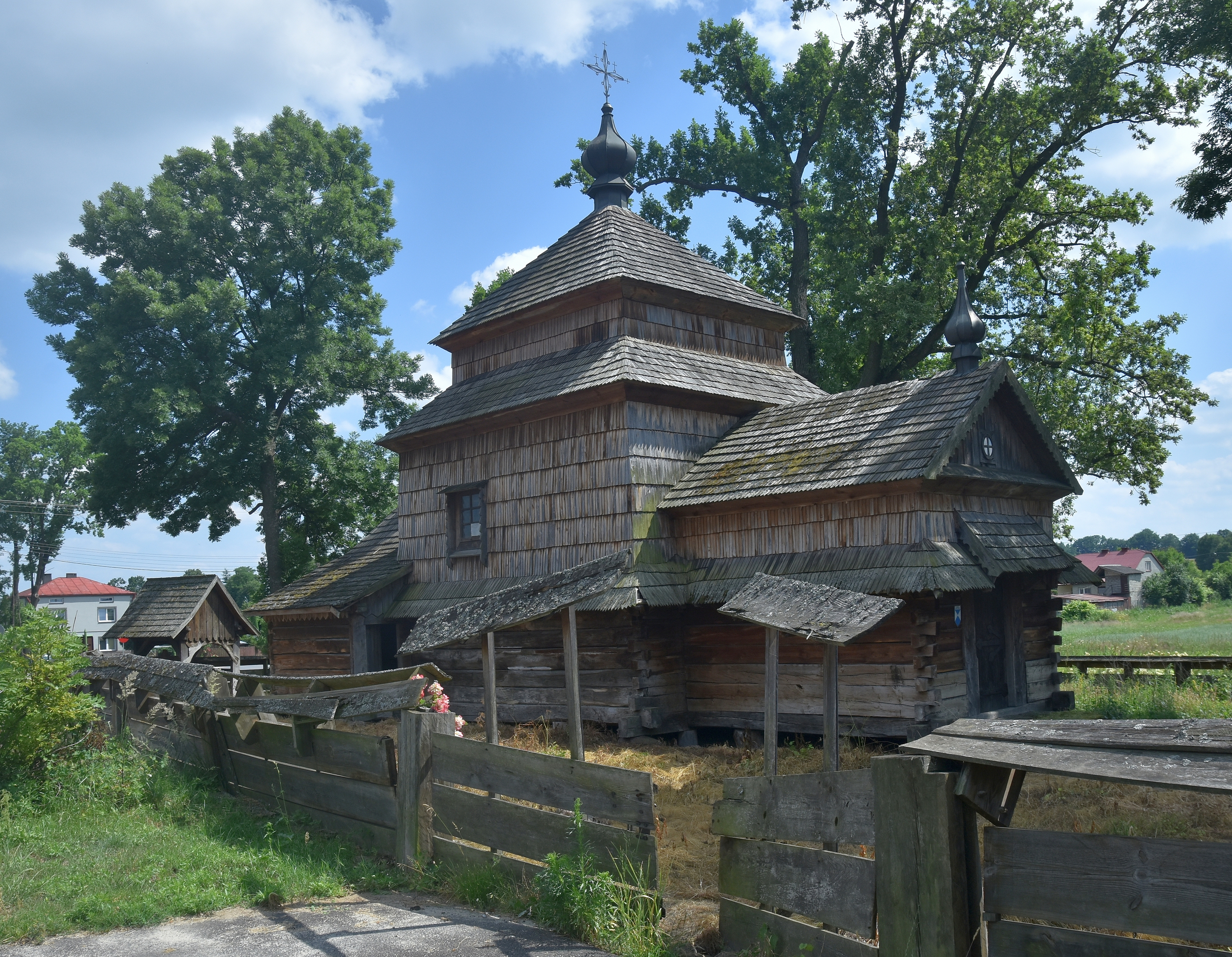
Elewacja północna
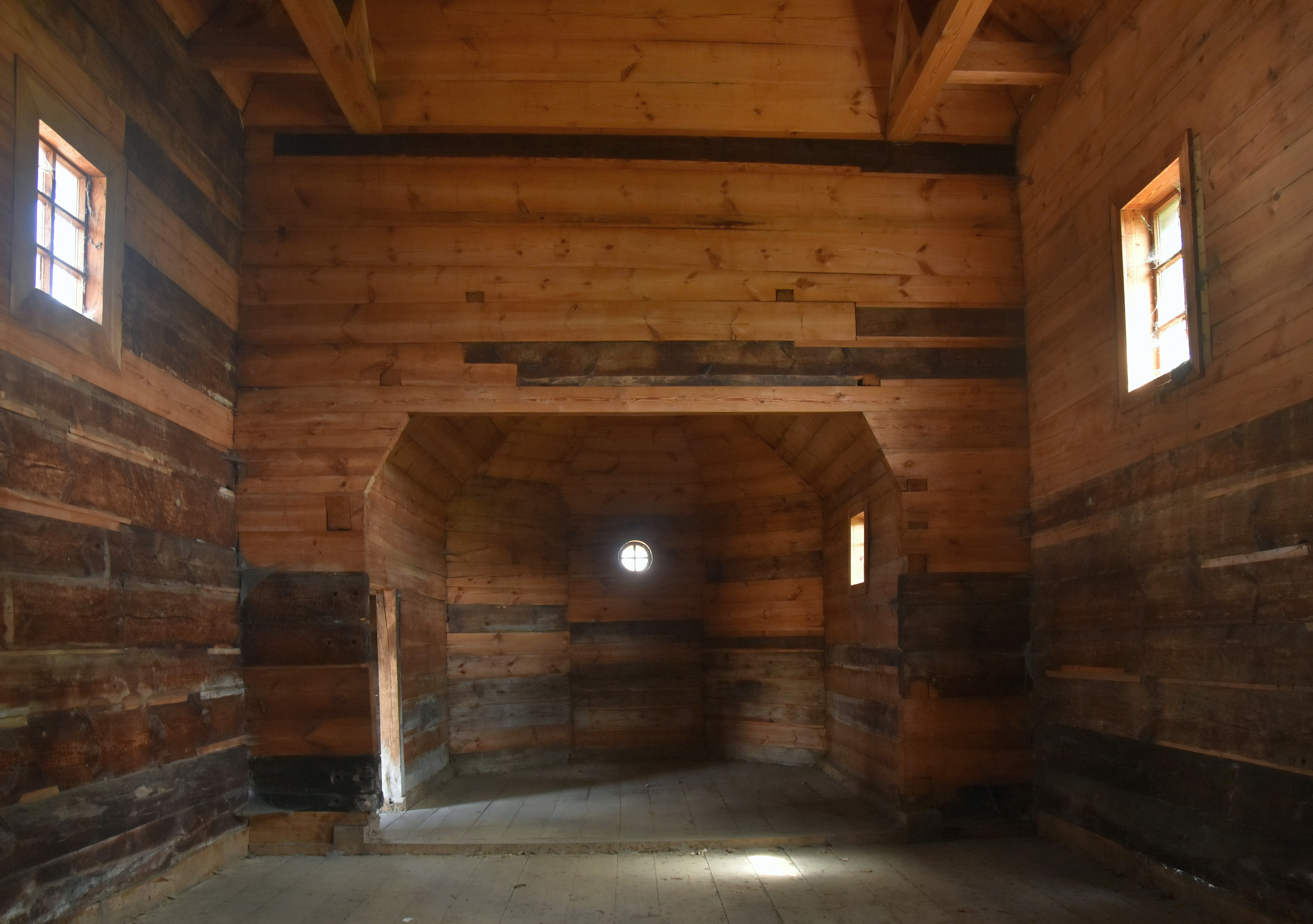
Wnętrze
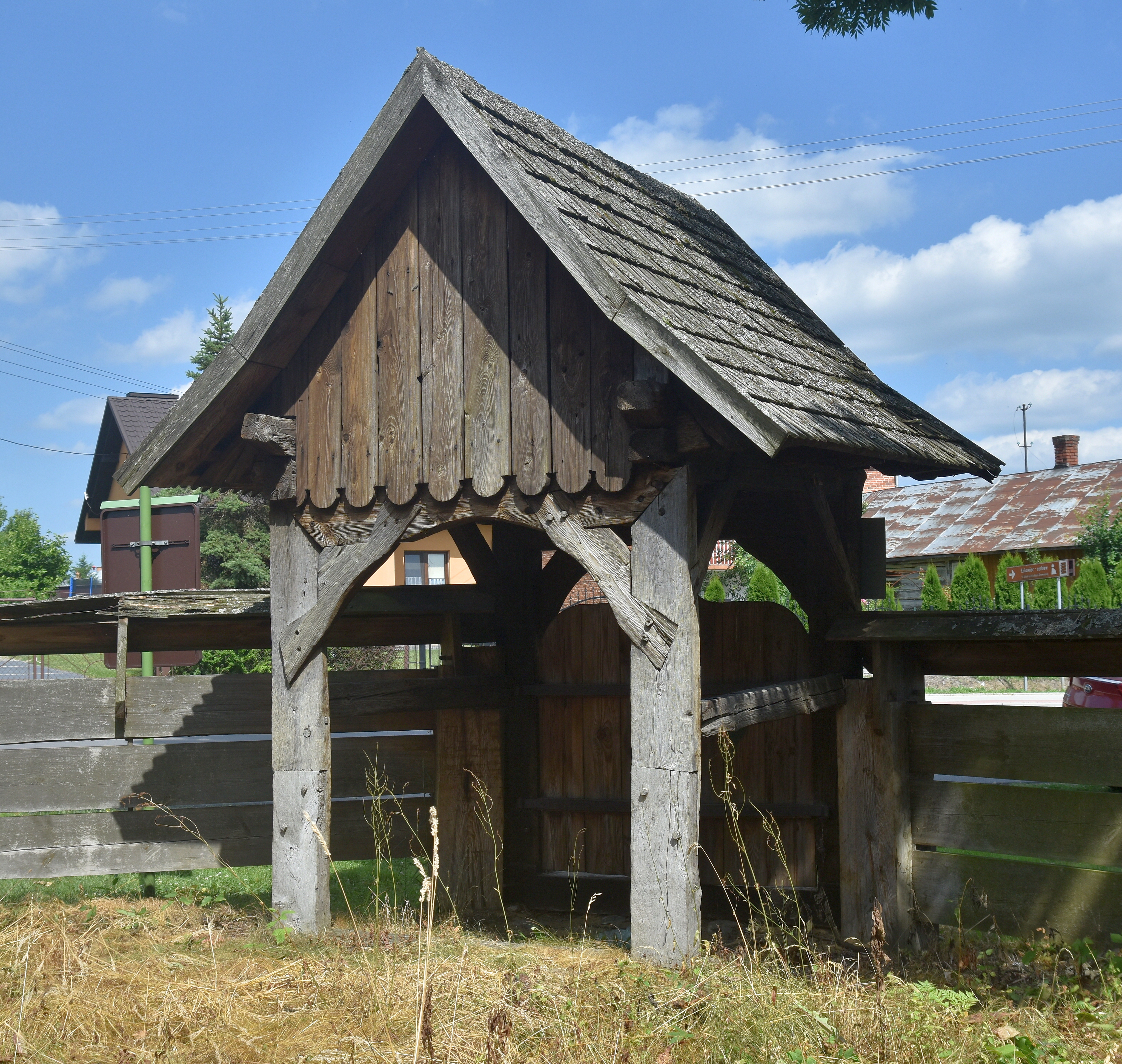
Fragment ogrodzenia